# Малый Енгиш
Малый Енгиш — река в России, протекает в Архангельской области. Устье реки находится в 5,2 км по правому берегу реки Большой Енгиш. Длина реки составляет 20 км, площадь водосборного бассейна — 77,6 км².

## Данные водного реестра
По данным государственного водного реестра России относится к Балтийскому бассейновому округу, водохозяйственный участок реки — Водла, оз. Водлозеро, речной подбассейн реки — Свирь (включая реки бассейна Онежского озера). Относится к речному бассейну реки Нева (включая бассейны рек Онежского и Ладожского озера).
Код объекта в государственном водном реестре — 01040100312102000016389.